# بن دیویس (بازیکن فوتبال، زاده ۱۹۹۳)
بنجامین توماس دیویس (انگلیسی: Benjamin Thomas Davies؛ زادهٔ ۲۴ آوریل ۱۹۹۳) بازیکن فوتبال اهل ولز است؛ که در حال حاضر برای باشگاه فوتبال تاتنهام در نقش دفاع چپ بازی می‌کند. او همچنین سابقهٔ حضور در تیم ملی فوتبال ولز را نیز دارد.